# 本多真喜雄
本多 真喜男（ほんだ まきお、1878年〈明治11年〉3月20日 - 1951年〈昭和26年〉12月18日）は、日本の政治家。衆議院議員（2期）。

## 経歴
愛媛県宇和郡久枝村（東宇和郡上宇和村久枝、宇和町を経て現西予市）で素封家に生まれた。1905年、東京帝国大学独法科卒。同大学院に進み、商法を専攻する。農業を営み、愛媛県議、相続税調査委員、小作争議調停委員となる。東宇和農学校教授嘱託、伊予醸造試験所、愛媛木材各(株)社長、卯之町銀行、宇和商業銀行各頭取、愛媛県山林会副会頭、東宇和乾繭組合長などを務める。。
1930年の第17回衆議院議員総選挙において愛媛3区(当時)から立憲民政党公認で立候補して当選する。1932年の第18回衆議院議員総選挙で落選。次の1936年の第19回衆議院議員総選挙で復帰。1937年の第20回衆議院議員総選挙には出馬しなかった。1951年死去。